# Rabotnitsa
Rabótnitsa (en ruso: Работница, Mujer Trabajadora) es una revista de mujeres, publicada en la Unión Soviética y Rusia, siendo una de las revistas rusas más antiguas dirigidas a mujeres y familias. Fundada en 1914, se publicó por primera vez el Día Internacional de la Mujer. Fue la primera revista socialista dirigida a mujeres. Aunque se atribuye a Lenin los comienzos de la revista, en realidad fueron varias mujeres cercanas quienes la lanzaron, mientras que el propio Lenin no contribuyó hasta el séptimo número de la revista.
Fue reorganizada en mayo de 1917 como una revista bolchevique administrada por el Jenotdel, la sección de Mujeres del Comité Central del Partido Comunista de la Unión Soviética, convirtiéndose en una de sus publicaciones centrales. Ese mismo año, sus editoras organizaron la Primera Conferencia de Mujeres Trabajadores de la región de Petrogrado, promoviendo la causa bolchevique para las elecciones a la Asamblea de Constituyente. Desde el inicio de la Revolución rusa de 1917, Rabotnitsa sirvió como una publicación oficial dirigida a mujeres del Partido Comunista en la Unión Soviética.

## Historia
La revista Rabotnitsa se estableció en 1914 en San Petersburgo. Aunque Nadezhda Krupskaya, la pareja de Lenin, colaboró en su preparación, la idea se debe a Konkórdiya Samóilova (nacida Gromova). Inessa Armand, una amiga cercana de Lenin, fue fundamental en la realización de la revista. Anna Yelizarova-Ulyanova, una de las hermanas de Lenin, fue quien encontró una imprenta dispuesta a imprimir dos números al mes. El primer director fue un hombre, Felix Vasilievich Martsinkevich, mientras la primera editora, una mujer, D.F. Petrovskaia, la esposa de un diputado bolchevique de la Duma. Su consejo editorial estuvo compuesto por Armand y Samoilova, así como A. I. Yelizarova-Ulyanova, N. K. Krupskaya, P. F. Kudelli, L. R. Menzhinskaya, Y. F. Rozmirovich, y L. N. Stal. La revista prosperó por el incentivo y el apoyo proporcionado por Lenin. Fue publicada por Izdatel'stvo "Pressa" en lengua rusa. El dinero necesario para apoyar la publicación fue donado por mujeres trabajadoras.

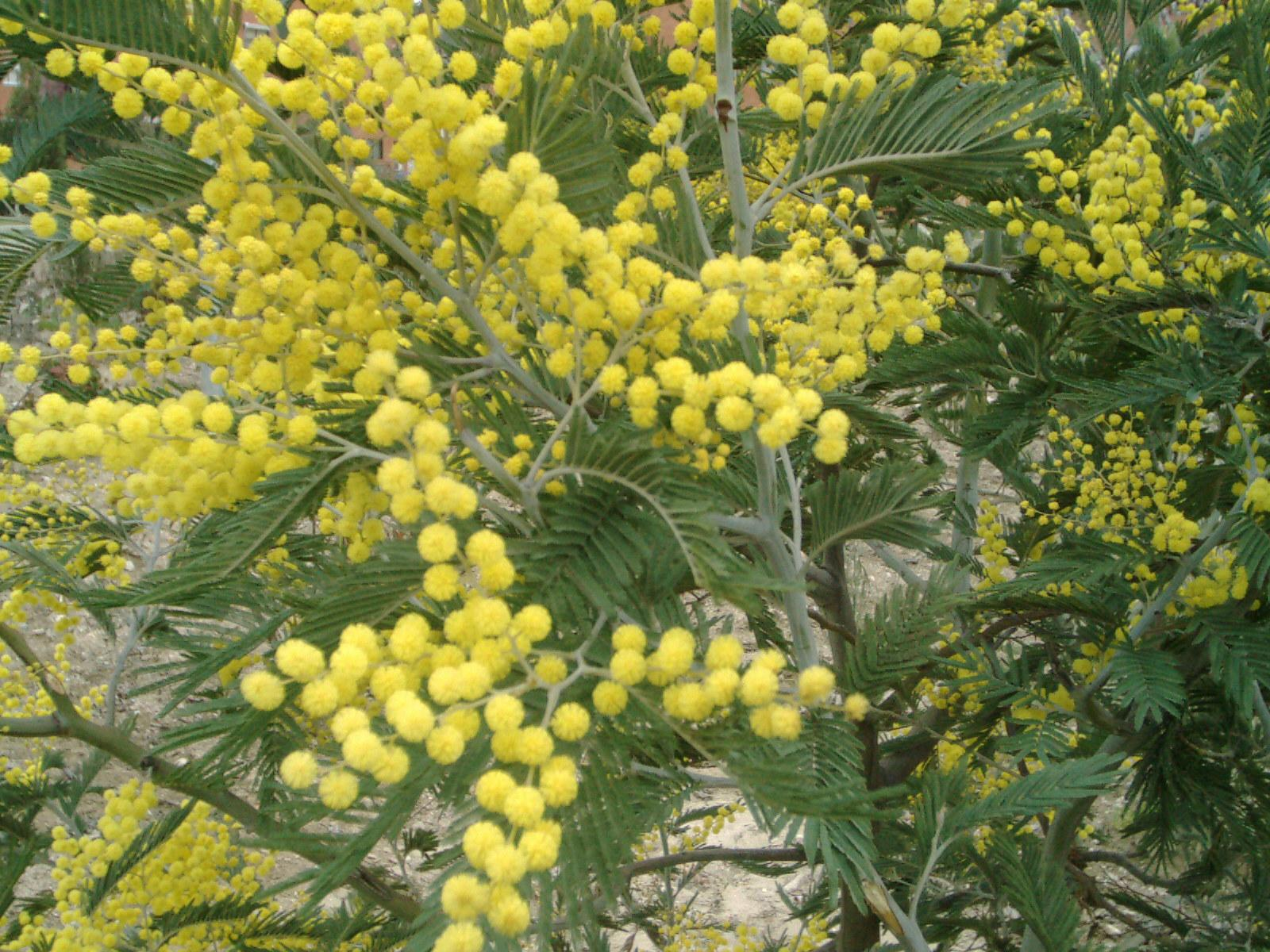
La mimosa es el símbolo de las celebraciones del Día de la Mujer en Rusia.

El primer número se publicó el día Internacional de la Mujer, el 23 de febrero de 1914, con 12.000 copias. Carecía de cubierta, ilustraciones o del organismo emisor. Fue una revista trimestral entre el 24 febrero (8 marzo) hasta junio de 1914. En su primer año, su circulación fue de 12.000 ejemplares. La revista cesó su publicación después de siete números debido a las dificultades asociadas a la Primera Guerra Mundial.
La revista se reanudó el 10 de mayo (23 de mayo) de 1917, anunciando en su portada que era parte del Comité Central del Partido Ruso de los Trabajadores Socialdemócratas. En 1918 se organizó el primer Congreso Ruso de Mujeres Trabajadoras y el gobierno zarista cerró la revista. Todos los miembros de la editorial fueron encarcelados. La publicación comenzó de nuevo en Moscú en enero de 1923.
En 1926, la revista publicó artículos sobre la negativa de los hombres a que las mujeres pudieran trabajar en la industria del metal y mecánica, el cual era un sector típicamente dominado por hombres. Diez años después la revista felicitó sus lectoras, declarando que las mujeres constituían más de un cuarto de todos trabajadores del metal y de la construcción de maquinaria, y casi un tercio de todos los trabajadores en la industria de carbón. 
En 1996 Rabotnisa  fue relanzada.